# Gordon R. Dickson
Gordon R. Dickson, egentligen Gordon Rupert Dickson, född 1 november 1923 i Edmonton i Kanada, död 31 januari 2001 i Richfield i USA, var en kanadensisk science fiction-författare. År 1966 belönades han med Nebulapriset för långnovellen Call Him Lord.